# 기억상실

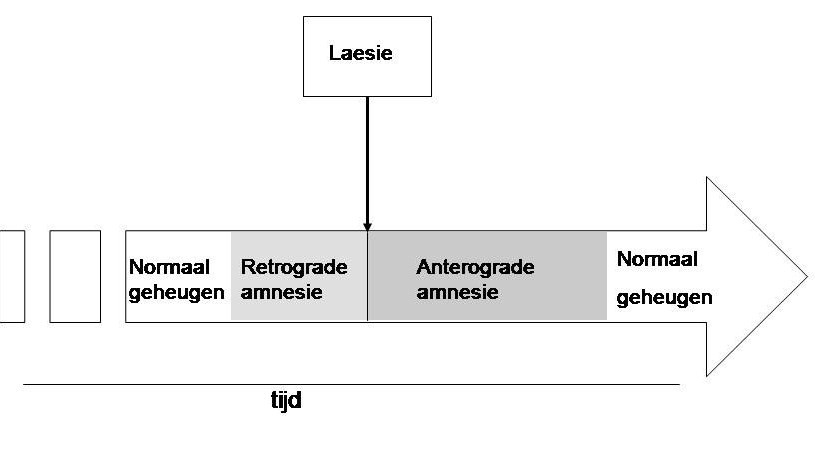

기억상실(記憶喪失, 건망증, 문화어: 잊음증, 영어: amnesia)은 기억을 잃는 것을 말한다. 오래전의 일을 기억하지 못하거나 가끔씩 기억을 잘 해내지 못하는 것은 기억상실로는 보지 않는다. 뇌 손상이나, 질병, 약물 사용 등으로 발생한다. 알츠하이머병의 증상이기도 하다. 건망증(健忘症)이라는 말은 가끔 기억이 잘 나지 않을 때나 가벼운 기억상실을 일컬을 때 주로 사용하며, 심한 기억상실은 건망증이라고 부르지 않는다.

## 유형
- 완전성 기억상실은 기억 자체가 불가능한 것을 일컫는다. 신체적이기보다 정신적인 문제로 생기기 쉽다. 완전 기억상실이 될 만큼 뇌가 손상되었다면 생존이 어려울 정도로 심각한 것이다.
- 부분성 기억상실은 장기 기억상실과 단기 기억상실이 있다.
  - 장기 기억상실: 옛날 기억을 잃어 버리는 것으로 부분적으로 기억을 잃는다.
  - 단기 기억상실: 바로 전에 일어났던 일을 기억하지 못하는 것으로 가장 흔한 기억상실증이다. 바로 전에 말했던 것도 기억하지 못할 정도이다. 그러므로 누군가의 도움이 없이는 일상 생활이 어렵다. 그러나 대부분의 단기 기억상실은 저절로 좋아지는 경우가 많다. 영구적인 단기 기억상실도 있지만 드물다.
- 역행성 기억상실은 원인 전에 (대부분 외상으로 인해 발생한다)일어난 일을 기억 못하는 것이다. 소설에서 자주 쓰이는 기억상실증이기도 하다. 대부분 환자의 기억은 병원에 오기 전, 다친 직후부터 시작한다. 생존에 위협을 느낄 정도로 치명적이진 않으나 일상생활에 차질이 생긴다. 급작스럽게 회복될 수 있다. 예로 역행성 기억상실에 걸린 사람이 야구 경기를 보다가 야구공에 맞는 사고가 발생했고, 그 사고 뒤에는 기억이 돌아왔다고 한다.
- 순행성 기억상실은 역행성 기억상실과 반대로 원인 제공 뒤의 일을 기억 못하는 것이다. 대부분 기억을 못하는 기간이 있으며, 몇 시간부터 몇 달이 되는 경우등 그 기간은 다양하다.

## 건망증의 원인
건망증은 여러 가지 원인에 의해 발생할 수 있다. 즉 중풍, 감염성 질환, 만성 알코올 중독증의 후유증인 비타민의 결핍, 사고 또는 뇌 수술의 후유증과 같은 각종 뇌 장애가 건망증의 원인이 된다.
대부분의 건망증 환자는 다음 두 집단 중 어느 하나에 속한다.
- 단순포진바이러스(herpes simplex virus)감염으로 인한 뇌염(encephalitis)의 후유증으로 나타나는 뇌염후 건망증
- 만성 알코올 중독에 의한 코르사코프 정신병에 의한 건망증

Korsakoff는 19세기 러시아의 뛰어난 신경과학자로 만성 알코올 중독인 환자들에게 심한 기억상실이 일어난다는 사실을 최초로 보고했는데, 그 후 이런 환자들의 증상을 코르사코프 정신병이라고 부르게 되었다. 코르사코프 환자들이 보여주는 뇌 손상은 비타민 B1의 결핍에 의한 것으로 보인다. 알코올은 소장에서 비타민 B1의 흡수를 저지하기 때문에 만성 알코올 중독환자는 비타민 B1의 결핍이 일어나기 쉽다. 또한 교통사고나 뇌 수술 후에 건망증이 생기는 경우도 있다.
한 예로 H.M이란 환자가 있다 (그동안 사생활 보호를 위해 머리글자를 따서 H.M이 되었으나 본명은 헨리 구스타프 몰레이슨이다). 그는 27살 때 심한 뇌전증 때문에 뇌수술을 받았는데 그 후 건망증이 생겼다. 비록 수술에 의해 그의 생명은 구할 수 있었지만 심한 진행성 건망증에 이어 심한 후행성 건망증도 나타났고, 성욕 감퇴와 미각 상실과 같은 다양한 증후들도 보였다.수술 후 H.M을 대상으로 한 많은 연구 관찰이나 실험논문이 나오게 되었다. H.M은 수술에 의해 양측 측두엽의 중앙부와 해마의 전측 부위의 2/3 그리고 이들 구조 주변의 백질과 신피질이 제거되었다. 수술후 30년 동안 H.M은 계속 건망증 증후를 보여주었지만 그의 지능 수준은 평균 이상이었다. H.M이 자기가 살고 있는 장소가 어디인지, 누가 그를 돌보아주는지, 점심은 무엇을 먹었는지도 모르면서 이런 정상적인 지능을 유지하고 있다는 사실은 신기하다. 그는 2008년 12월 2일 미국 동무 코네티컷 주의 어느 요양원에서 82세로 생을 마감했고, H.M은 뇌과학 발전을 도와준 사람으로 남았다.
한편 N.A라는 사례는 전반적인 기억상실이 아니라 주로 언어적 기억상실만 보여주는 사례이다. 그는 펜싱 칼이 코 부위를 뚫고 들어가 뇌가 손상되고 이로 인해 건망증이 생겼다. 그는 이 사고에 의해 시상과 뇌의 중앙 부위에 손상을 입었다. 그는 안구운동의 장애도 보여주었는데, 사고에 의해 시개전영역(pretectal area)이 손상되었기 때문이다. H.M과 N.A는 지금까지 생존하고 있는 실존인물이기 때문에 아직 이들의 뇌 손상 부위를 정확하게 알아낼 수는 없지만, 최근 살아 있는 환자를 대상으로 뇌 손상 부위를 밝혀낼 수 있는 뇌진단기법이 등장함에 따라 보다 정확한 뇌 손상 부위가 밝혀질 것으로 전망된다.

## 같이 보기
- 실어증
- 배신
- 오기억
- 노스탤지어